# Wallhöfe
Wallhöfe ist ein Wohnplatz im Ortsteil Garsedow der Stadt Wittenberge im Landkreis Prignitz in Brandenburg.

## Geografie
Der Ort liegt siebenhundert Meter östlich von Garsedow und gut zwei Kilometer ostsüdostwärts von Wittenberge. Er ist umgeben vom FFH-Gebiet Elbdeichvorland, dem Vogelschutzgebiet Unteres Elbtal, dem Naturschutzgebiet Wittenberge-Rühstädter Elbniederung, dem Biosphärenreservat Flusslandschaft Elbe und dem Landschaftsschutzgebiet Brandenburgische Elbtalaue.
Etwa zweihundert Meter nördlich vom Ort fließt die Karthane, welche sich hier zum Zellwolle-Hafen und Karthanesee ausweitet; ein ca. 36 ha großes Angelgewässer und Binnenhafen von Wittenberge. Östlich findet sich der benachbarte Ortsteil Lütjenheide und der zugehörige Wohnplatz Berghöfe. Dreihundert Meter südwestlich vom Ort liegt ein ca. 6,8 ha großer Altarm mit dem Namen Gelber Haken.

## Geschichte
Das heutige Wallhöfe wurde in dem aus dem Jahr 1843 stammenden Messtischblatt „1542 Wittenberge“ der preußischen Uraufnahme als Etablissement mit dem Namen „Bauerhöfe“ verzeichnet. In der Ausgabe von 1873 der vorgenannten Karte ist der Ort unter dem Namen „Bauernhöfe“ zu finden.
Vor dem 25. Juli 1952 gehörte der damalige Ortsteil von Garsedow zum Landkreis Westprignitz und ab diesem Datum zum Kreis Perleberg. Mit der Eingemeindung nach Wittenberge wurde Wallhöfe am 20. Oktober 1971 zu einem Wohnplatz im Ortsteil Garsedow.